# براندنبورگ آن در هافل
براندنبورگ آن در هافل (به آلمانی: Brandenburg an der Havel) شهری در ایالت برندنبورگ در کشور آلمان است.

## نگارخانه

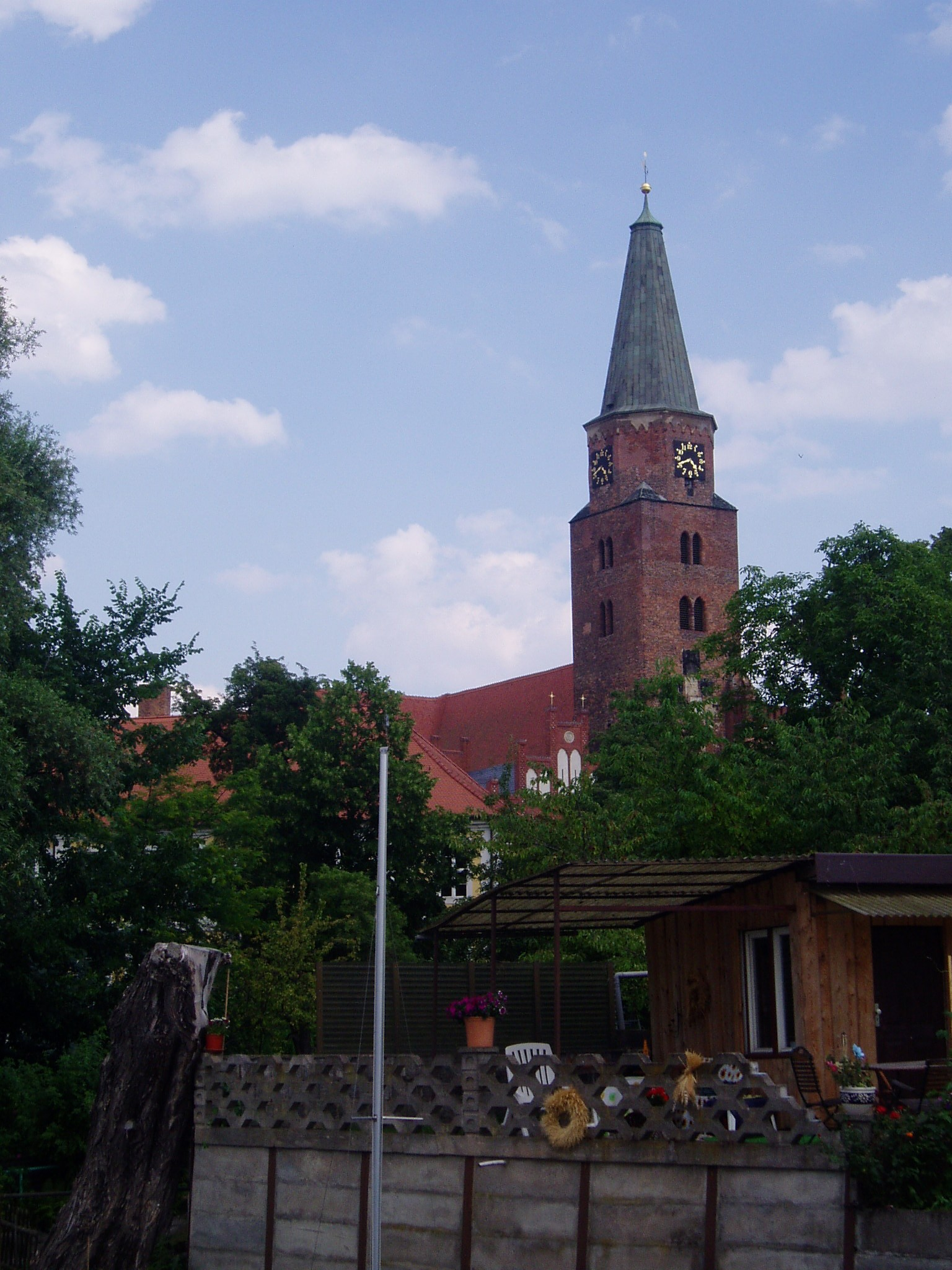
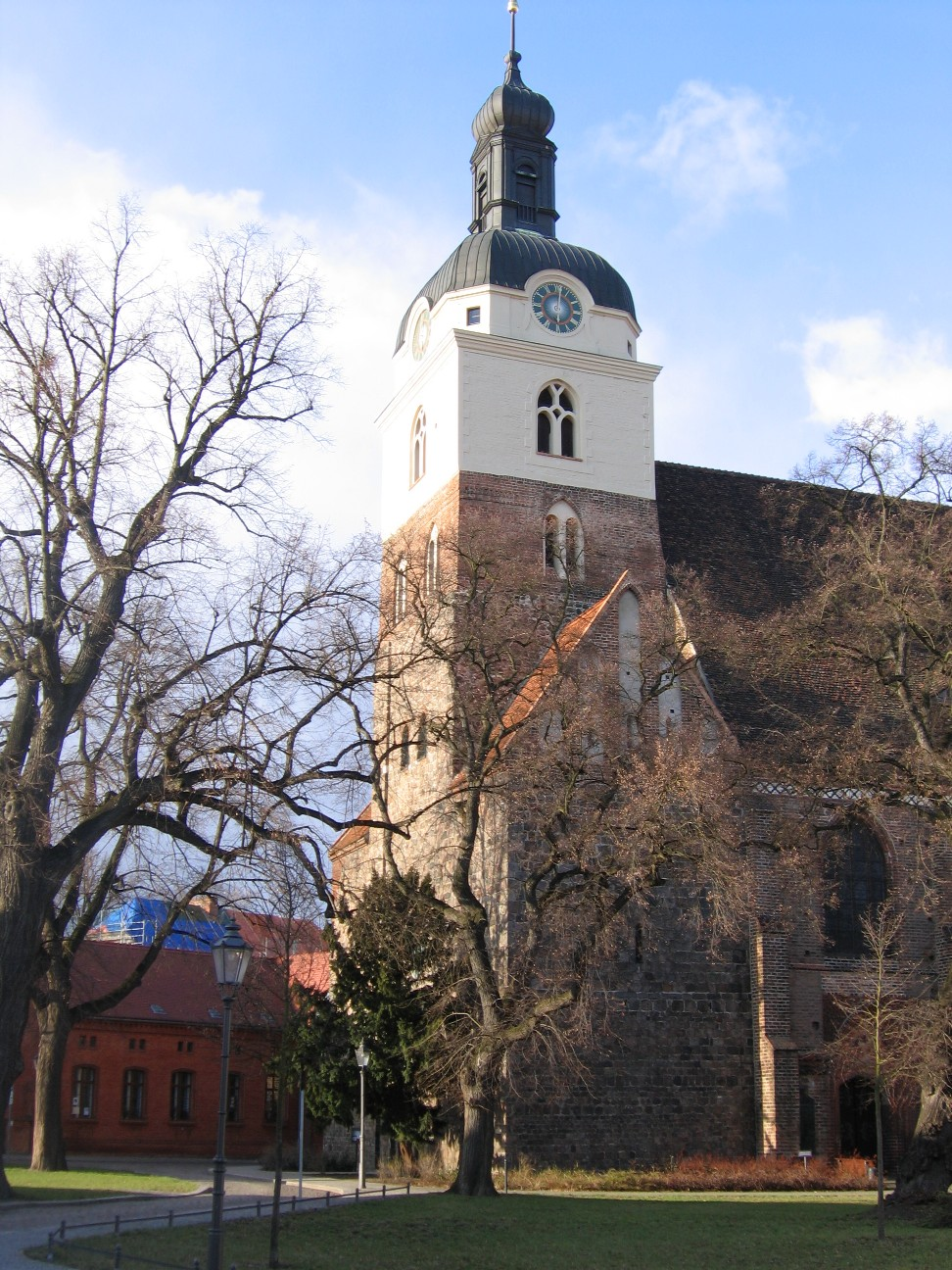
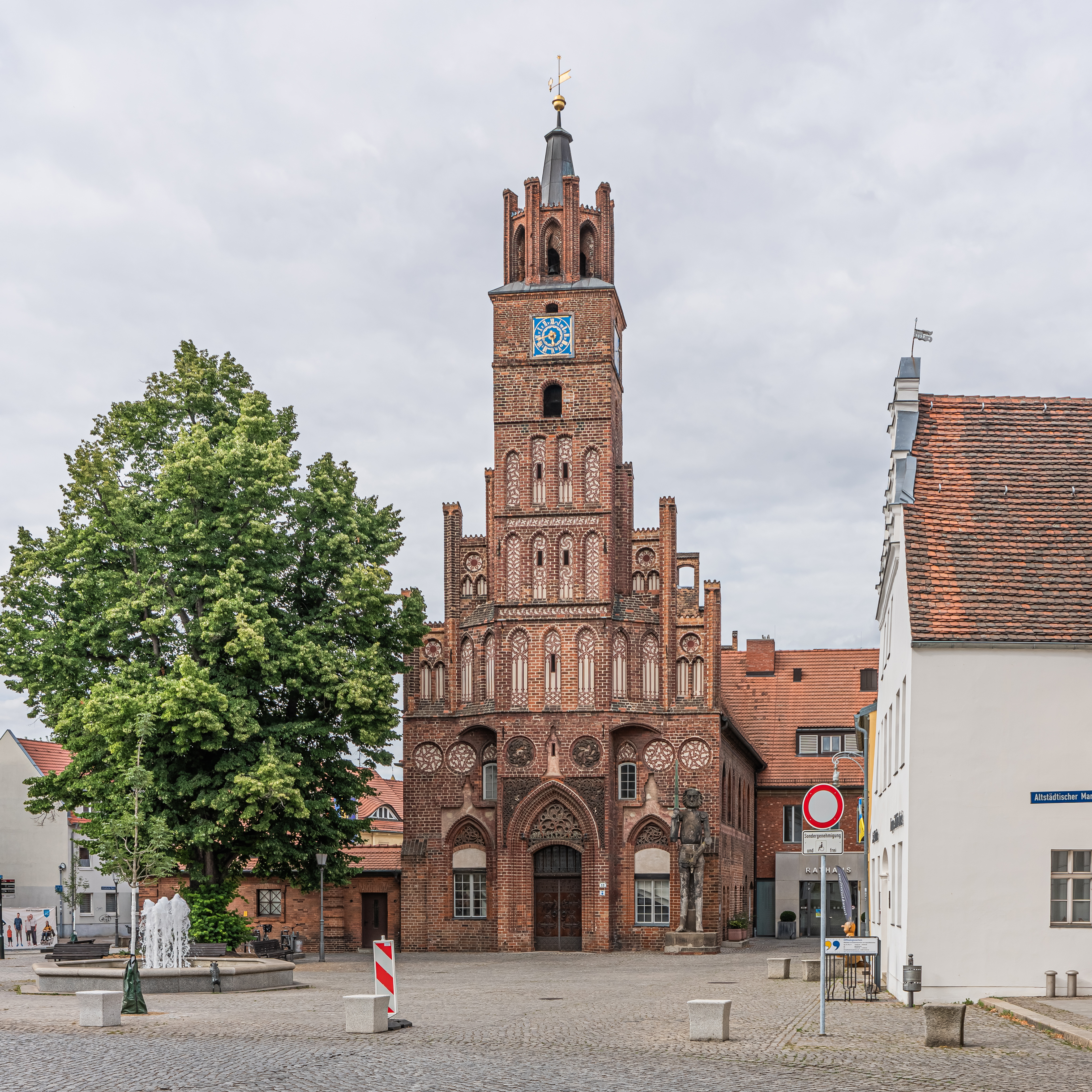
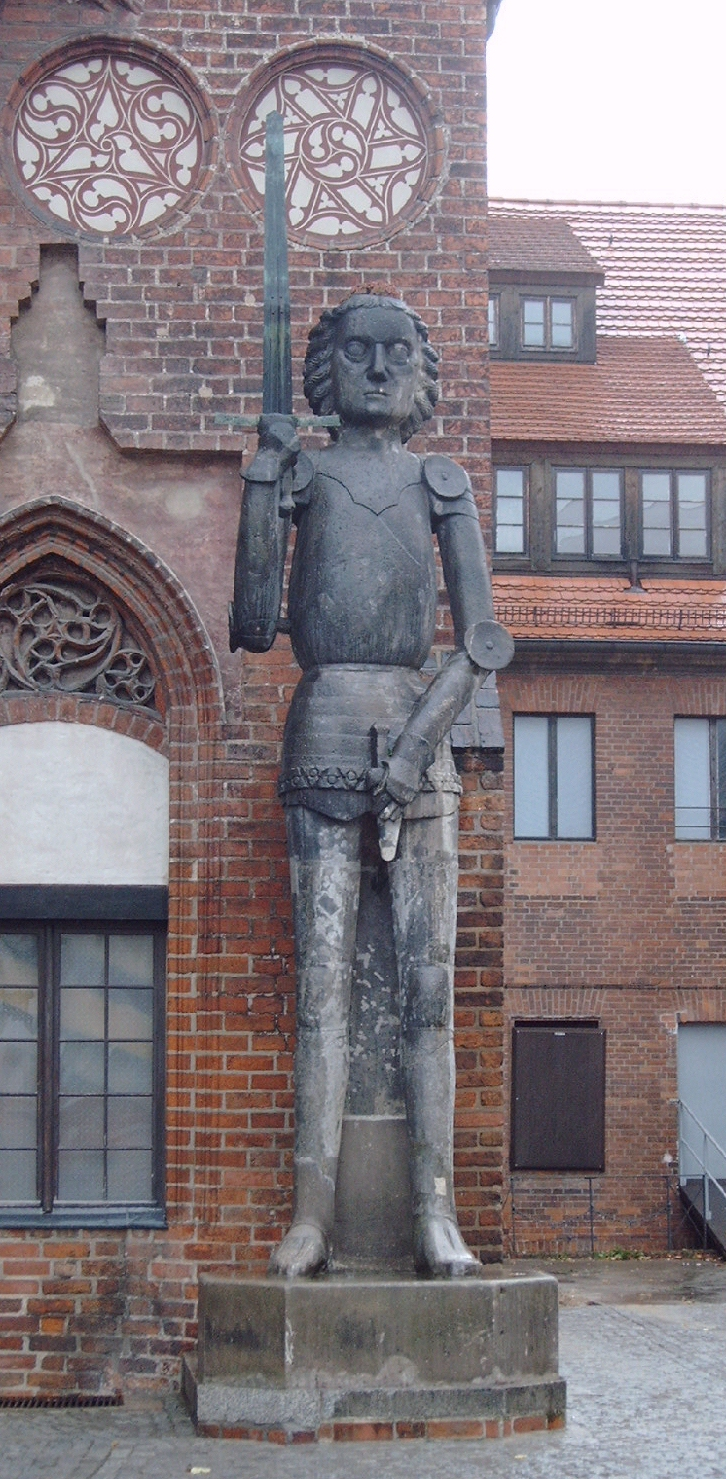
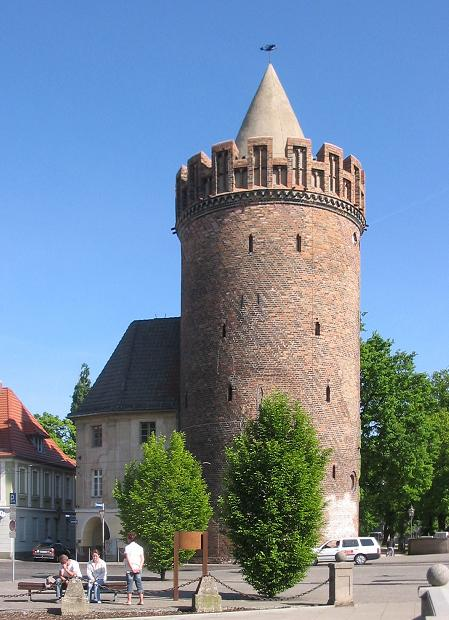
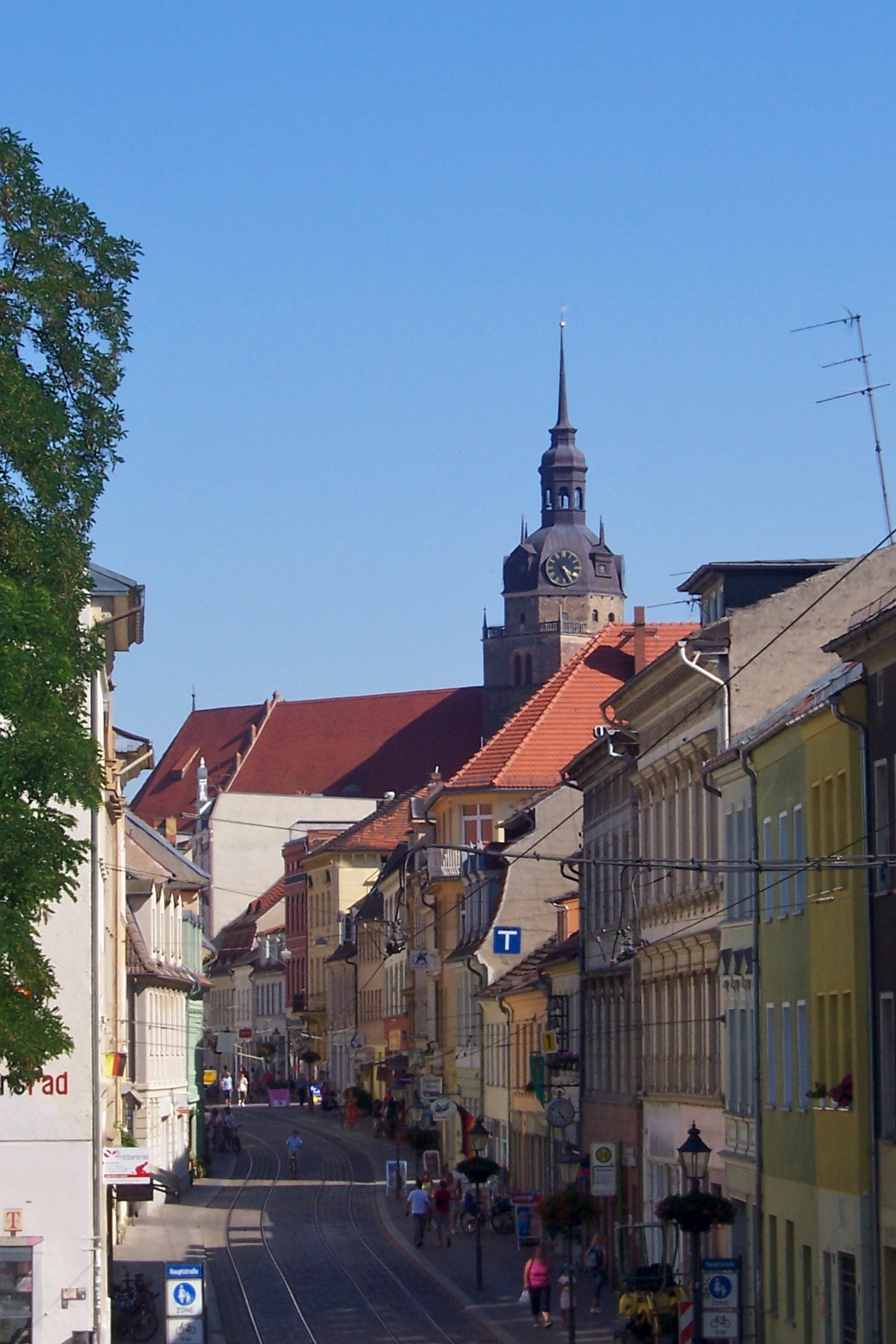
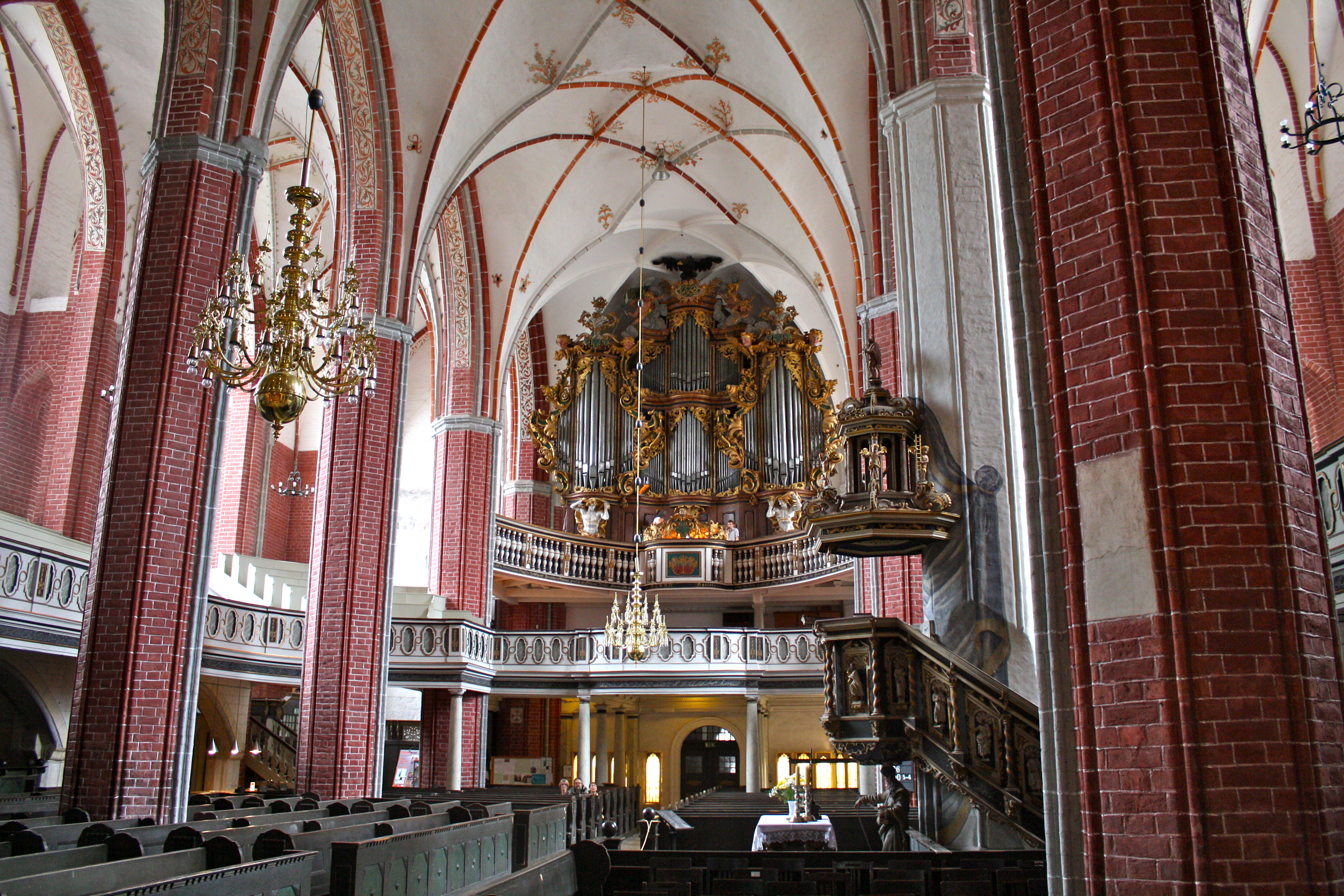
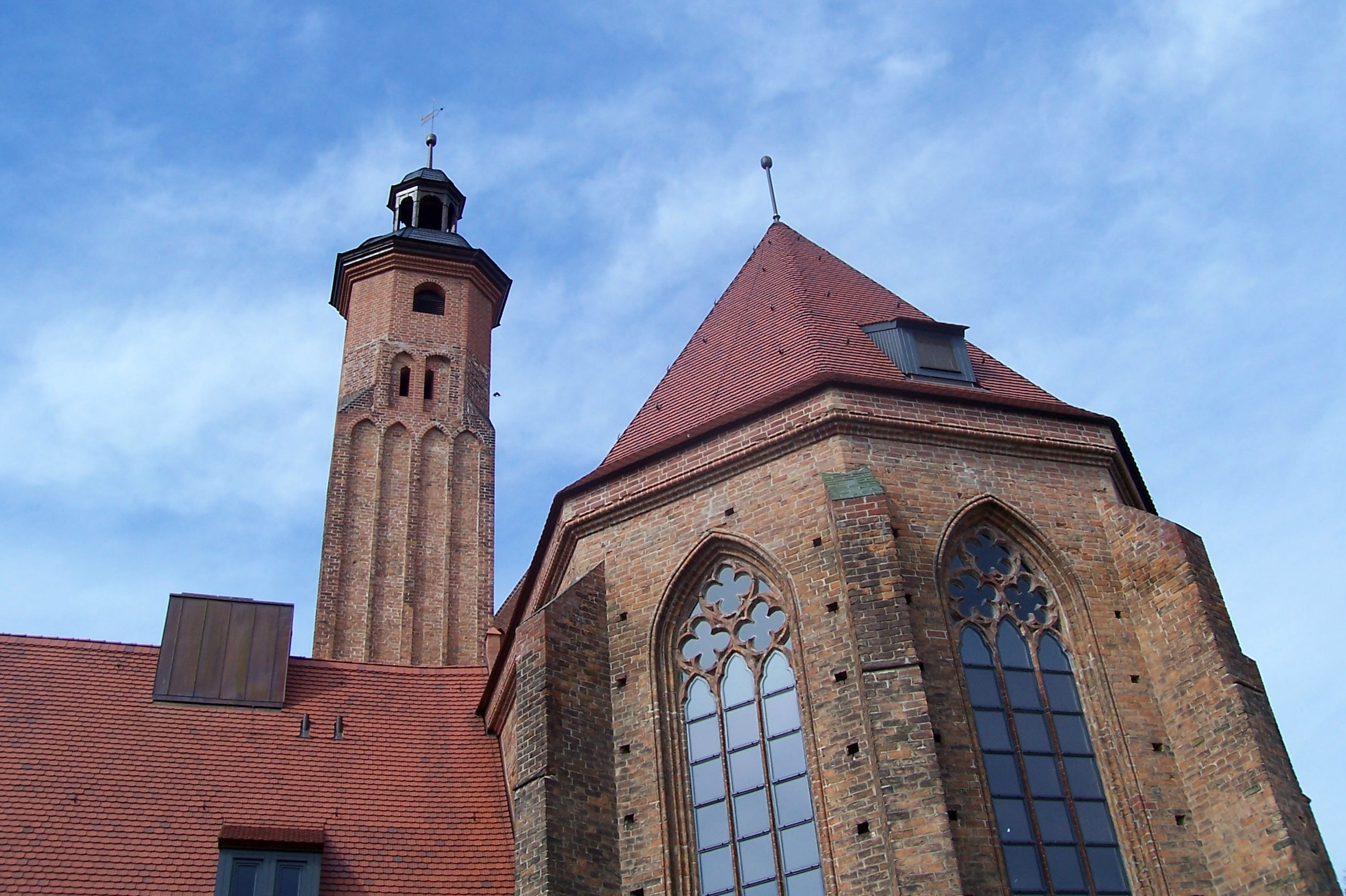
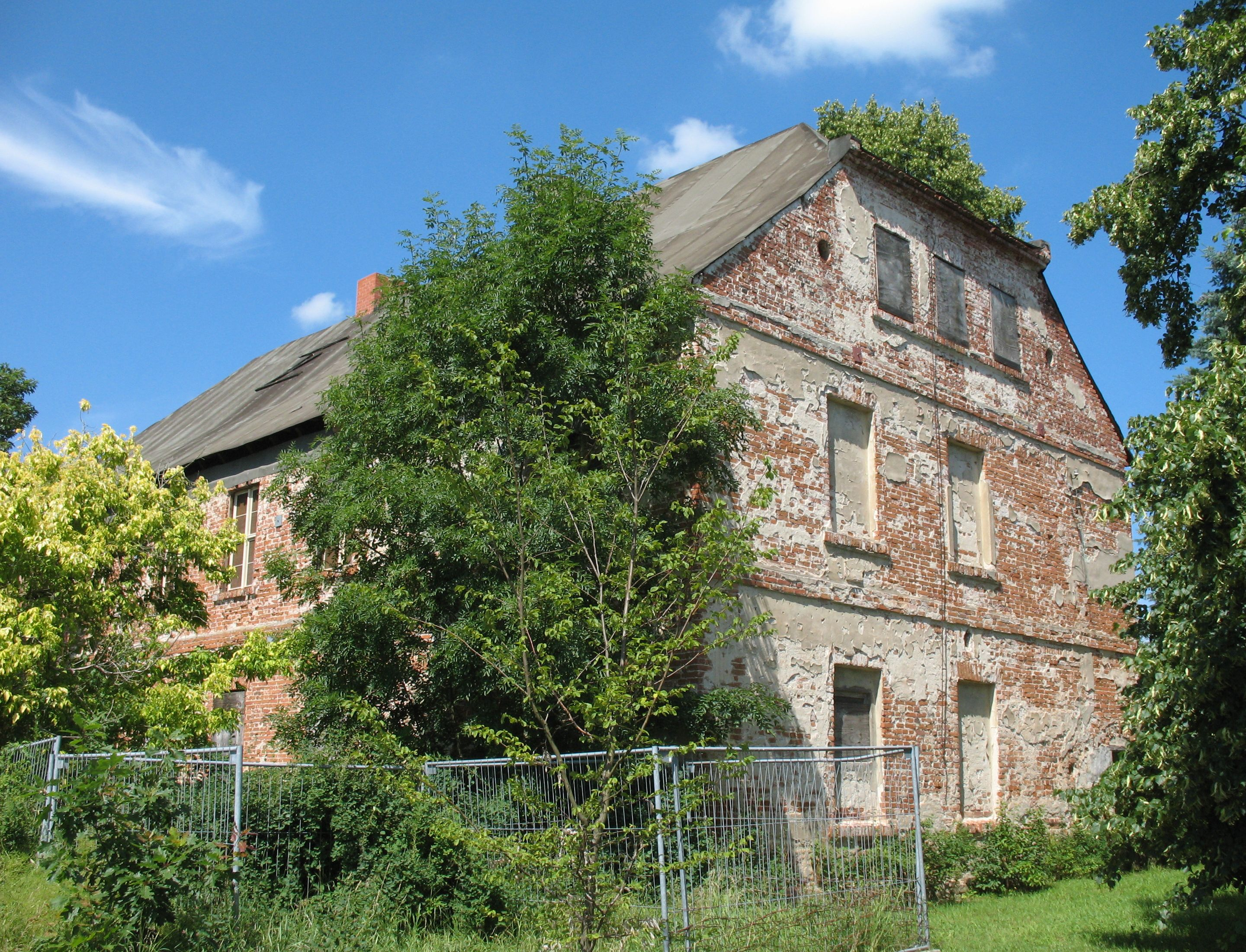
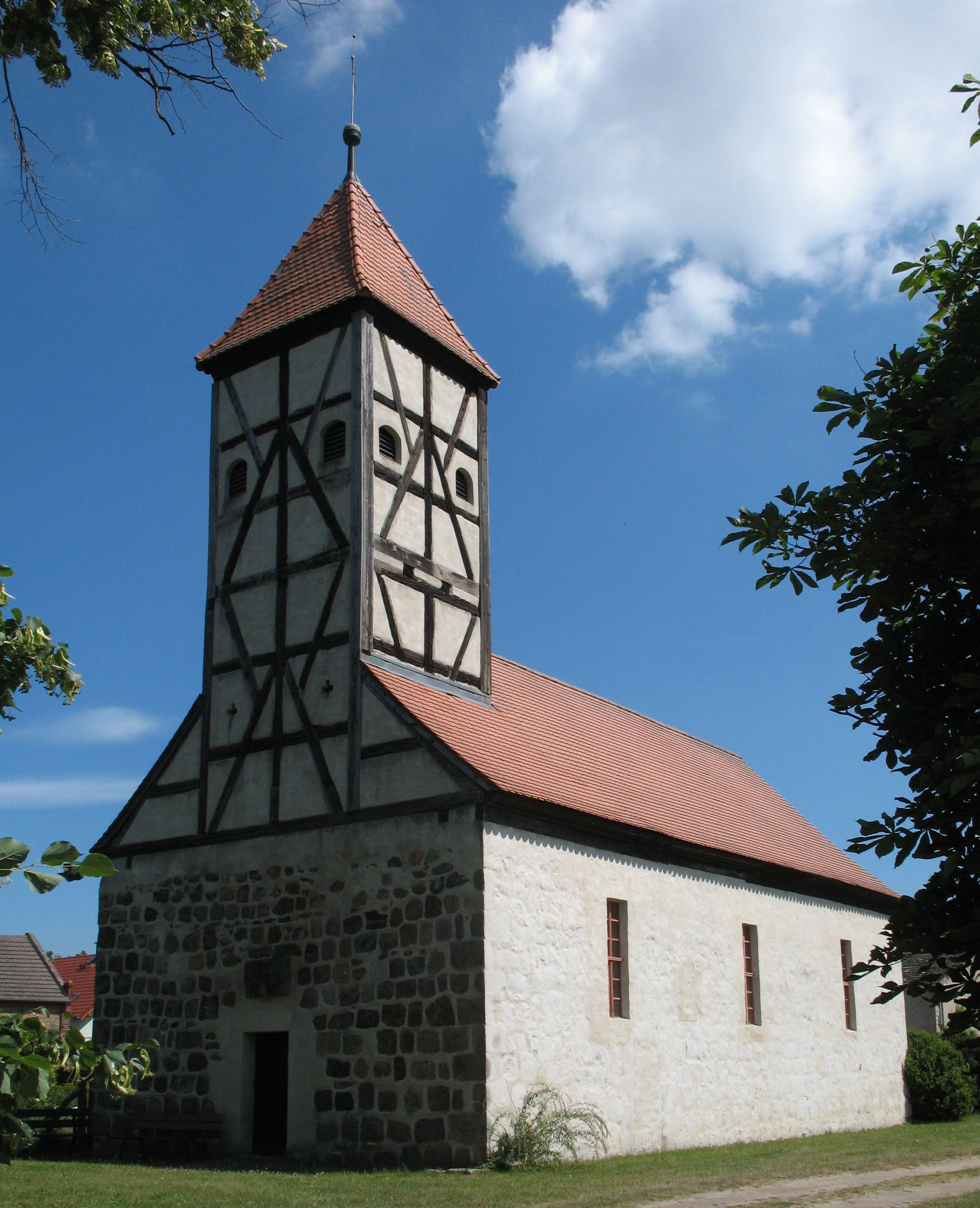